# ココロット鶴ヶ峰
ココロット鶴ヶ峰（ココロットつるがみね）は、神奈川県横浜市旭区の相鉄本線鶴ヶ峰駅南口にある商業施設・再開発ビル名。キャッチコピーは「駅からつながる、くらしターミナル」。
ココロット鶴ヶ峰は再開発ビルの名称でもあるが、本項では主に低層部の商業テナント部分について解説する。

## 概要
鶴ヶ峰駅の周辺は隣接駅の二俣川駅周辺と共に横浜市の生活拠点（旧:副都心）に位置付けられており、「鶴ケ峰駅南口地区第一種市街地再開発事業」として高層部のマンション（クリオレジダンスタワー横濱鶴ヶ峰）および低層部の商業施設（2階部分で駅と直結）からなる29階建て（最高部高さ108.5m）の再開発ビルが2007年8月に完成している。商業施設は翌月の9月6日に開業し、地域の拠点として住民のくらしを支えている。

## 主なテナント
詳細は公式サイト内の「フロアガイド」を参照。
1階
- そうてつローゼン鶴ヶ峰店
- ハックドラッグ鶴ヶ峰店
- すき家鶴ヶ峰駅前店
- ケンタッキーフライドチキンココロット鶴ヶ峰店
- サイゼリヤ鶴ヶ峰南口
- ベーカリーベース鶴ヶ峰店
- サーティワンアイスクリーム鶴ヶ峰そうてつローゼン店
- おかしのまちおかココロット鶴ヶ峰店

上記のテナントの他に、1階には横浜銀行のATMがある。
2階
- TSUTAYA スターバックスコーヒー鶴ヶ峰駅前店

3階
- 保育園

4階
- 旭区市民活動支援センター「みなくる」

5階
- クリニック